# 楚克县
楚克县（速富县），一译祖克县，是柬埔寨南部省份贡布省的一个县。柬埔寨华人称其为速富县。
该县有一个由中国和柬埔寨合资的安奔香蕉园。

## 行政区划
楚克县 （高棉语：ស្រុកឈូក） （Chhuk） 有15个镇
- 巴涅镇 （ឃុំបានៀវ）（ Baniev）
- 塔卡镇 （ឃុំតាកែន)（ Takaen
- 邦尼莫尔镇  (ឃុំបឹងនិមល) (Boeng Nimol
- 楚克镇  (ឃុំឈូក) ( Chhuk)
- 敦耶镇  (ឃុំដូនយ៉យ) ( Doun Yay）
- 克斯博镇	（ឃុំក្រាំងស្បូវ）（Krang Sbov）
- 克斯奈镇	（ឃុំក្រាំងស្នាយ）（Krang Snay）
- 勒巴镇 （ឃុំល្បើក）（ Lbaeuk）
- 特拉昂莱镇 （ឃុំត្រពាំងភ្លាំង）（ Trapeang Phleang	）
- 明哲镇 （ឃុំមានជ័យ）（ Mean Chey）
- 附近镇 （ឃុំនារាយណ៍）（ Neareay）
- 星波镇 （ឃុំសត្វពង）（ Satv Pong）
- 特拉皮昂贝镇 （ឃុំត្រពាំងបី ）（Trapeang Bei）
- 特拉曼镇	（ឃុំត្រមែង）（ Tramaeng）
- 德周阿菲瓦德镇 ( ឃុំតេជោអភិវឌ្ឍន៍) ( Dechou Akphivoadth）